# Hypocrita euploeodes
Hypocrita euploeodes là một loài bướm đêm thuộc phân họ Arctiinae, họ Erebidae.